# Campo di concentramento di Bogdanovka
Bogdanovka era un campo di concentramento per ebrei, realizzato nel Governatorato della Transnistria dalle autorità rumene durante la seconda guerra mondiale.

## Posizione
Tre campi di concentramento erano situati vicino ai paesi di Bogdanovka, Domanovka e Acmecetca sul fiume Bug meridionale, con Bogdanovka che alla fine del 1941 ospitava 54.000 persone.

## Massacri
Nel dicembre 1941, scoppiarono nel campo alcuni casi di tifo, malattia diffusa da pidocchi e pulci. Il consigliere tedesco dell'amministrazione rumena del distretto e il commissario distrettuale rumeno hanno deciso di uccidere tutti i detenuti. La Aktion è iniziata il 21 dicembre, è stata condotta da soldati rumeni, gendarmi, polizia ucraina, dalla popolazione civile di Golta, e dai locali di etnia tedesca sotto il comandante della polizia regolare ucraina, Kazachievici. Migliaia di detenuti disabili e malati sono stati costretti a stare in due stalle chiuse a chiave, in seguito cosparse di cherosene e date alle fiamme, bruciando vivi tutti quelli che erano all'interno. Altri detenuti sono stati condotti in gruppo in una foresta vicina, colpiti alla nuca e gettati in un burrone. I restanti ebrei scavarono fosse a mani nude nel freddo pungente e le riempirono di cadaveri congelati, migliaia di ebrei morirono congelati. Ci fu una pausa per il Natale, ma il 28 dicembre gli omicidi ripresero. Al 31 dicembre erano stati uccisi oltre 40.000 ebrei.